# 源平鍋
源平鍋（げんぺいなべ）は、香川県の郷土料理。
平安時代末期の1185年、源平合戦屋島の戦いで平家に勝利した源義経率いる源氏に対し、地元の人々が勝利を祝して振舞ったと伝わる鍋が起源。瀬戸内海の魚介類や、源氏の白旗に見立てたダイコン、平家の赤旗に見立てたニンジン、渦巻きナルトなどが入っている。締めにはうどんを入れる。